# Чайнат
Чайнат е една от 76-те провинции на Тайланд. Столицата ѝ е едноименния град Чайнат. Населението на провинцията е 359 829 жители (2000 г. – 62-ра по население), а площта 2469,7 кв. км (64-та по площ). Намира се в часова зона UTC+7. Разделена е на 8 района, които са разделени на 53 общини и 474 села.